# Saarburg
Saarburg là một thành phố ở huyện Trier-Saarburg trong bang Rheinland-Pfalz của Đức, bên hai bờ sông Saar ở vùng đồi thượng lưu vài km so với giao cắt của sông Saar và sông Moselle.
Lịch sử thành phố này bắt đầu với việc xây dựng tòa lâu đài bởi Graf Siegfried của Luxembourg vào năm 964, ngày nay tòa lâu đài này chỉ còn là phế tích. Khu vực này thành thị xã năm 1291. 
Saarburg là thủ phủ của Verbandsgemeinde ("cộng đồng đô thị") Saarburg.
Từ năm 1945 đến năm 1948, Saarburg bị đội quân từ Luxembourg chiếm đóng.